# DDO
D-aspartato oxidase é uma enzima  proteica que em humanos é codificada pelo gene DDO.
A proteína codificada por esse gene é uma flavoproteína peroxissômica que catalisa a desaminação oxidativa do D-aspartato e N-metil D-aspartato. O dinucleotídeo de flavina adenina ou o dinucleotídeo de 6-hidroxiflavina adenina pode servir como cofator nesta reação. Duas (ou quatro, de acordo com Q99489) variantes de transcrição que codificam isoformas diferentes foram encontradas para esse gene.